# Moraleja de Enmedio
Moraleja de Enmedio – miasto w Hiszpanii w południowej części wspólnoty autonomicznej Madryt, graniczące bezpośrednio z jednym z większych miast regionu - Móstoles.